# ケンジ・フジモリ

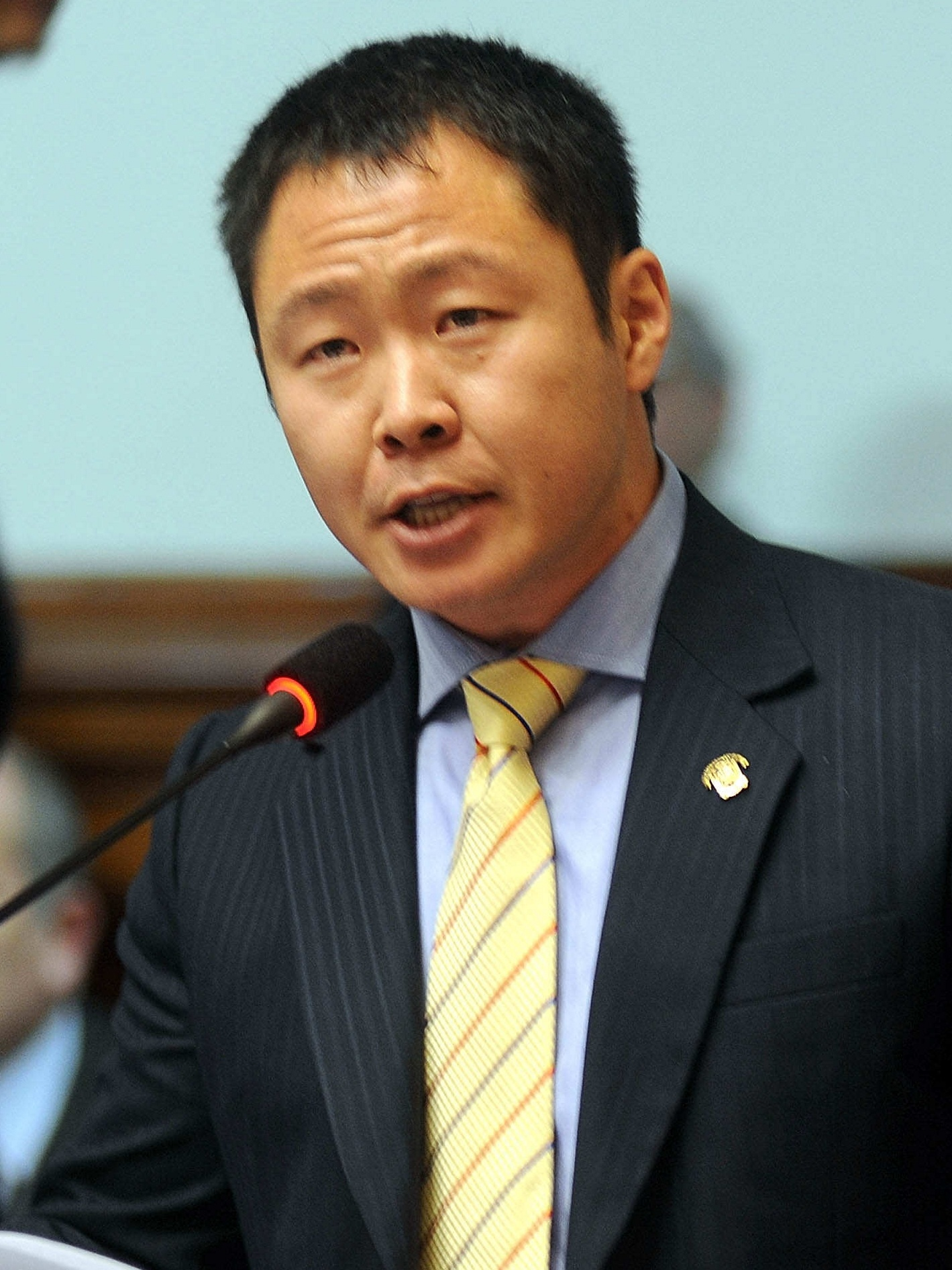
ケンジ・フジモリ

ケンジ・ヘラルド・フジモリ・ヒグチ（Kenji Gerardo Fujimori Higuchi、日本名：藤森 健二、1980年5月19日 - ）は、ペルーの政治家、実業家。ペルーの元大統領アルベルト・フジモリの次男。2011年の選挙で国会議員となった。

## 経歴
ペルー共和国第91代大統領アルベルト・フジモリと、スサーナ・ヒグチの第4子としてリマに生まれる。ケンジが誕生したときの父アルベルトの役職は、ラ・モリーナ国立農業大学科学学部の学部長であった。
1999年から2004年まで米国のカンザス州立大学に留学、農業経済学を専攻した。2008年以降はリマにある民間警備会社でゼネラルマネージャーとして活動。2009年には独立し起業している。
政治家としては2006年にリマ州知事選挙に出馬表明したが、州内に居住していないことを理由に不受理となった。その後、姉で政治家のケイコ・フジモリの誘いに応じて、フジモリ派を糾合する政党人民勢力党に参加。2011年4月の国会議員選挙ではリマ選挙区から出馬し、40万票余りを集め選挙区トップで初当選を果たした。全選挙区の中でも最大得票となっている。
2018年1月30日、所属政党の人民勢力党から除名された。ペドロ・パブロ・クチンスキに対するケイコ・フジモリの姿勢を批判したことで確執がひろがり、人民勢力党は2017年12月からケンジ・フジモリの処分を進めていた。
2018年6月、国会での票買収疑惑が取りざたされ議員資格が停止された。2020年1月に行われた総選挙では、立候補できず表舞台に立つこともなかった。
ケイコ・フジモリとペドロ・カスティジョが争っている2021年ペルー大統領選挙において、ケイコ・フジモリは、リマ近郊の貧困地区で行った6月3日の最終演説で、フジモリ派の主導権争いの末、党を追放したケンジ・フジモリを登壇させて結束を演出した。
2022年11月15日、裁判所から地位の不正利用の罪で禁錮4年6月、公職停止1年6月と罰金5万2千ソルの判決を言い渡された。民間人虐殺の罪で服役中のアルベルト・フジモリに人道的恩赦を与えたペドロ・パブロ・クチンスキ大統領（当時）の罷免決議を回避するため、国会議員に働きかけたことが罪に認定された。2024年1月9日、最高裁判所は下級審判決を認定し、判決が確定した。